# 1978 спалах віспи у Великобританії

## Віспа та відомі особистості
Спалах натуральної віспи у Великій Британії в 1978 році призвів до трагічної смерті Джанет Паркер, медичного фотографа з Університету Бірмінгема, яка стала останньою відомою людиною, що померла від цього захворювання. Цей інцидент спричинив створення розслідувальної комісії на чолі з професором Р. А. Шутером, яка провела ретельне вивчення умов і процедурних недоліків, що призвели до фатального зараження. Розслідування виявило критичні проблеми в протоколах безпеки лабораторій та поводженні з інфекційними агентами, що в подальшому каталізувало значні реформи політики у Сполученому Королівстві. Розслідування Шутера виявило, що Паркер випадково піддалася впливу штаму вірусу натуральної віспи, який був вирощений у дослідницькій лабораторії поверхом нижче її робочого місця в Медичній школі Бірмінгемського університету.
Джанет Паркер працювала у фотографічному відділі, розташованому безпосередньо над лабораторією, де досліджувалися штами вірусу натуральної віспи в рамках глобальних зусиль з ліквідації захворювання.Паркер народилася в березні 1938 року і була єдиною дочкою Фредеріка та Хільди Вітком (уроджена Лінскотт). Вона була одружена з Джозефом Паркером, інженером поштового відділення, і жила в районі Кінгс Нортон у Бірмінгемі. Незважаючи на оголошення Всесвітньою організацією охорони здоров'я (ВООЗ) про ліквідацію природної натуральної віспи, дослідження вірусу тривали, зосереджуючись на вірусі Variola major та його варіантах, включаючи менш смертоносний Variola minor. У 1977 році ВООЗ повідомила Генрі Бедсона, що його заявку на те, щоб його лабораторія стала Центром співпраці з натуральної віспи, було відхилено. Це частково було пов'язано з проблемами безпеки; ВООЗ хотіла, щоб якомога менше лабораторій працювали з вірусом. Вважається, що зараження Паркер відбулося повітряно-крапельним шляхом через погано ізольовану систему вентиляції, яка з'єднувала її офіс з лабораторією нижче.

## Розслідування порушення безпезпеки
Розслідування під керівництвом мікробіолога Р. А. Шутера було ретельним і показовим. Звіт критикував недостатні стандарти безпеки університету та неналежне обслуговування системи вентиляції. Він також ставив під сумнів протоколи поводження та забезпечення безпеки патогенних зразків і критикував нагляд за лабораторними практиками, які не змогли запобігти потраплянню вірусу в нелабораторні приміщення.
Результати також висвітлили критичний недогляд щодо вакцинації Паркер; її щеплення проти натуральної віспи не було достатньо свіжим, щоб забезпечити ефективний захист від інфекції. Цей недогляд виявив необхідність регулярної та своєчасної вакцинації всього персоналу, який працює в вірусологічних лабораторіях або поблизу них, що мають справу з небезпечними патогенами.
Трагедія також глибоко вплинула на керівника відділу мікробіології медичної школи Генрі Бедсона. 6 вересня 1978 року, перебуваючи в карантині у своєму будинку, Бедсон покінчив життя самогубством, не витримавши тиску від журналістів і громадськості. Його смерть ще більше підкреслила серйозність інциденту та його руйнівний вплив на всіх причетних.
Після оприлюднення звіту Університет Бірмінгема зіткнувся зі значною юридичною перевіркою і спочатку був звинувачений у порушенні законодавства про охорону здоров'я та безпеку. Однак під час судового розгляду кілька експертів-свідків стверджували, що ймовірність повітряно-крапельної передачі натуральної віспи на таку відстань і через систему вентиляції є надзвичайно малоймовірною. Зрештою університет був виправданий за пред'явленими звинуваченнями, але справа залишилася критичною віхою для дискусій про біобезпеку.Хоча джерело інфекції було встановлено, спосіб і причина передачі - ні. Представлені кількома визнаними на міжнародному рівні експертами докази показали, що повітряно-крапельна передача з лабораторії в телефонну кімнату, де імовірно заразилася Паркер, була вкрай малоймовірною.
У серпні 1981 року, після офіційної заяви про відшкодування збитків, поданої профспілкою, чоловік Паркер, Джозеф, отримав компенсацію в розмірі 25 000 фунтів стерлінгів. Хоча ця сума не могла компенсувати втрату коханої людини, вона стала визнанням страждань, яких зазнала родина Паркер.

## Значення віспи для Великобританії та світу
Смерть від натуральної віспи спричинила переоцінку заходів біобезпеки в усьому світі. У Великобританії це призвело до посилення правил щодо локалізації та вивчення інфекційних захворювань у дослідницькому середовищі. Ці реформи мали на меті запобігти подібним інцидентам шляхом впровадження суворіших заходів контролю, включаючи поліпшення лабораторних приміщень, краще навчання лабораторного персоналу та жорсткіші процеси інспекції та акредитації.
На глобальному рівні інцидент підкреслив потенційну небезпеку роботи з ліквідованими або майже ліквідованими патогенами. Він вплинув на політику та практику ВООЗ щодо зберігання та поводження зі зразками вірусу натуральної віспи, зокрема на рішення обмежити кількість лабораторій, уповноважених зберігати такі віруси, щоб забезпечити високий рівень безпеки.
Трагедія також посилила дебати щодо знищення існуючих запасів вірусу натуральної віспи. Хоча деякі виступали за їх повне знищення, щоб запобігти випадковому виявленню або неправильному використанню, інші відстоювали їх збереження для дослідницьких цілей, особливо для розробки методів лікування та вакцин проти потенційних загроз біотероризму.
Смерть Джанет Паркер залишається глибоким уроком важливості суворих заходів біобезпеки. Вона ілюструє постійну потребу в пильності, навіть після того, як хвороба була оголошена ліквідованою. Інцидент з натуральною віспою в Бірмінгемі став наріжним каменем у вивченні громадського здоров'я, епідеміології та біобезпеки, постійно впливаючи на політику та практику для запобігання подібним випадкам у майбутньому. У світлі цього інциденту всі відомі запаси натуральної віспи були знищені або передані в одну з двох референс-лабораторій ВООЗ, які мали засоби біобезпеки 4-го рівня: Центри з контролю та профілактики захворювань (CDC) у США та Державний науковий центр вірусології та біотехнології ВЕКТОР у Кольцово, Росія. На момент спалаху ВООЗ мала намір підтвердити, що натуральна віспа була ліквідована у всьому світі. Врешті-решт вона зробила це в 1980 році.